# The Wonderful Wizard of Oz
The Wonderful Wizard of Oz (em português europeu: O Maravilhoso Feiticeiro de Oz; em português brasileiro: O Maravilhoso Mágico de Oz) é um romance infantil, de alta fantasia, escrito por L. Frank Baum e ilustrado por  W. W. Denslow, originalmente publicado pela George M. Hill Company em Chicago em 17 de maio de 1900. É o primeiro romance da série de livros Oz. Uma garota de fazenda do Kansas chamada Dorothy acaba na mágica Terra de Oz depois que ela e seu cachorro de estimação Toto são varridos de sua casa por um ciclone. Após sua chegada ao mundo mágico de Oz, ela descobre que não pode voltar para casa até que ela tenha destruído a Bruxa Má do Oeste. 
O livro foi publicado pela primeira vez nos Estados Unidos em maio de 1900 pela George M. Hill Company. Em janeiro de 1901, a editora completou a impressão da primeira edição, um total de 10 000 cópias, que rapidamente se esgotaram. Ele tinha vendido três milhões de cópias quando entrou em domínio público em 1956. Foi muitas vezes reimpresso sob o título O Mágico de Oz, que é o título da adaptação musical da Broadway de sucesso de 1902, bem como do filme live-action de 1939.
O sucesso inovador do romance original de 1900 e do musical de 1902 levou Baum a escrever treze livros adicionais de Oz que servem como sequências oficiais da primeira história. Mais de um século depois, o livro é uma das histórias mais conhecidas da literatura americana, e a Biblioteca do Congresso declarou a obra como "o maior e mais amado conto de fadas caseiro da América".

## Publicação
A história de L. Frank Baum foi publicada pela George M. Hill Company.  A primeira edição teve uma impressão de 10 000 cópias e foi vendida antes da data de publicação de 1 de setembro de 1900. Em 17 de maio de 1900, a primeira cópia saiu da imprensa; Baum montou-o à mão e apresentou-o à sua irmã, Mary Louise Baum Brewster. O público o viu pela primeira vez em uma feira do livro na Palmer House, em Chicago, de 5 a 20 de julho. Seus direitos autorais foram registrados em 1º de agosto; A distribuição total seguiu em setembro. Em outubro de 1900, já havia esgotado e a segunda edição de 15 000 cópias estava quase esgotada.
Em uma carta para seu irmão, Baum escreveu que o editor do livro, George M. Hill, previu uma venda de cerca de 250 000 cópias. Apesar dessa conjectura favorável, Hill inicialmente não previu que o livro seria fenomenalmente bem-sucedido. Ele concordou em publicar o livro apenas quando o gerente da Chicago Grand Opera House, Fred R. Hamlin, se comprometeu a transformá-lo em uma peça de teatro musical para divulgar o romance.
A peça O Mágico de Oz estreou em 16 de junho de 1902. Ele foi revisado para atender às preferências dos adultos e foi criado como uma "extravagância musical", com os figurinos modelados a partir dos desenhos de Denslow. Quando a editora de Hill faliu em 1901, a Bobbs-Merrill Company, com sede em Indianápolis, retomou a publicação do romance.  Em 1938, mais de um milhão de cópias do livro haviam sido impressas. Em 1956, as vendas cresceram para três milhões de cópias.

## Enredo
Dorothy Gale é uma jovem que vive com sua tia Em, tio Henry e seu cachorro, Toto, em uma fazenda na pradaria do Kansas. Um dia, Dorothy e Toto são apanhados por um ciclone que os deposita e a casa de fazenda em Munchkin Country, na mágica Terra de Oz. A casa em queda matou a Bruxa Má do Leste, a governante maligna dos Munchkins. A Bruxa Boa do Norte chega com três Munchkins agradecidos e dá a Dorothy os sapatos de prata mágicos que originalmente pertenciam àquela Bruxa Má. Esta Bruxa Boa diz a Dorothy que a única maneira de ela voltar para casa no Kansas é seguir a estrada de tijolos amarelos para a Cidade Esmeralda e pedir ao grande e poderoso Mágico de Oz para ajudá-la. Enquanto Dorothy embarca em sua jornada, a Bruxa Boa do Norte a beija na testa, dando-lhe proteção mágica contra danos.
Em seu caminho pela estrada de tijolos amarelos, Dorothy participa de um banquete realizado por um Munchkin chamado Boq. No dia seguinte, ela liberta um Espantalho do poste em que ele está pendurado, aplica óleo de uma lata nas articulações enferrujadas de um Lenhador de Lata e encontra um Leão Covarde. O Espantalho quer um cérebro, o Lenhador de Lata quer um coração e o Leão quer coragem, então Dorothy os incentiva a viajar com ela e Toto para a Cidade Esmeralda para pedir ajuda ao Mago.

Depois de várias aventuras, os viajantes chegam à Cidade Esmeralda e encontram o Guardião dos Portões, que lhes pede para usar óculos coloridos de verde para evitar que seus olhos sejam cegados pelo brilho da cidade. Cada um é chamado para ver o Assistente. Ele aparece para Dorothy como uma cabeça gigante, para o Espantalho como uma adorável senhora, para o Lenhador de Lata como uma besta terrível e para o Leão como uma bola de fogo, com a intenção de assustar a todos, mas, é claro, escolhendo a imagem errada para causar a impressão desejada. Ele concorda em ajudar a todos se eles matarem a Bruxa Má do Oeste, que governa Winkie Country. The Guardian avisa que ninguém nunca conseguiu derrotar a Bruxa do Oeste.

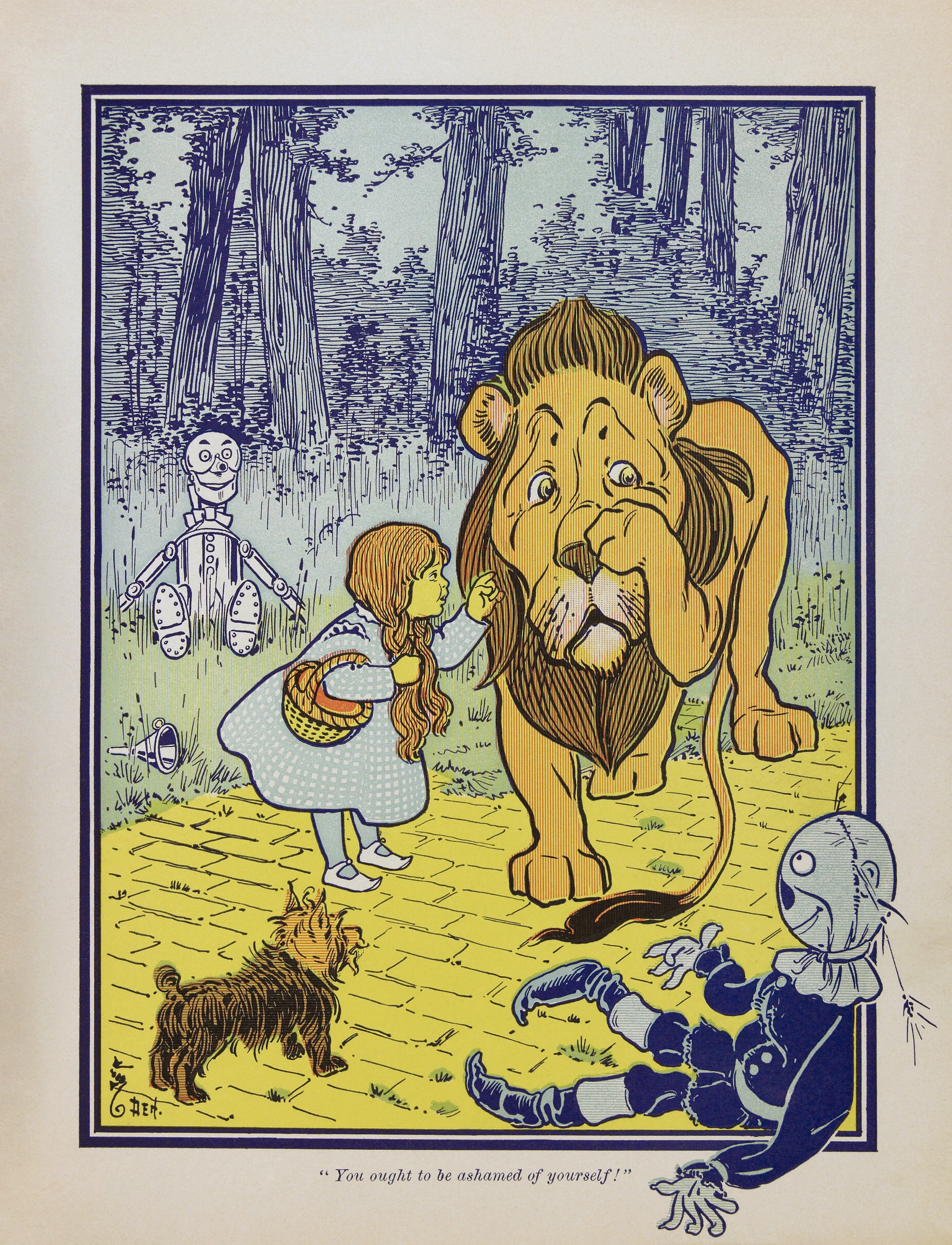
Dorothy encontra o Leão Covarde. Ilustração da primeira edição do Feiticeiro de Oz.

 A Bruxa Má do Oeste vê os viajantes se aproximarem com seu único olho telescópico. Ela envia uma matilha de lobos para rasgá-los em pedaços, mas o Lenhador de Lata os mata com seu machado. Ela envia um bando de corvos selvagens para bicar seus olhos, mas o Espantalho os mata torcendo seus pescoços. Ela convoca um enxame de abelhas negras para picá-las, mas elas são mortas ao tentar picar o Lenhador de Lata enquanto a palha do Espantalho esconde as outras. Ela envia uma dúzia de seus escravos Winkie para atacá-los, mas o Leão permanece firme para repeli-los. Finalmente, ela usa o poder de seu Boné Dourado para enviar os Macacos Alados para capturar Dorothy, Toto e o Leão. Ela enjaula o Leão, espalha a palha do Espantalho e amassa o Lenhador de Lata. Dorothy é forçada a se tornar a escrava pessoal da bruxa, enquanto a Bruxa planeja roubar a poderosa magia de seus sapatos de prata.
A bruxa consegue enganar Dorothy com um de seus sapatos de prata. Irritada, ela joga um balde de água na bruxa e fica chocada ao vê-la derreter. Os Winkies se regozijam por serem libertados de sua tirania e ajudam a reabastecer o Espantalho e consertar o Lenhador de Lata. Eles pedem ao Tin Woodman para se tornar seu governante, o que ele concorda em fazer depois de ajudar Dorothy a retornar ao Kansas. Dorothy encontra o Boné de Ouro da bruxa e convoca os Macacos Alados para levá-la e seus amigos de volta à Cidade Esmeralda. O Rei dos Macacos Alados conta como ele e seu bando estão presos por um encantamento ao boné pela feiticeira Gayelette do Norte, e que Dorothy pode usá-lo para invocá-los mais duas vezes.

Quando Dorothy e seus amigos reencontram o Mago, Toto passa por cima de uma tela em um canto da sala do trono que revela "o Feiticeiro", que infelizmente explica que ele é um humbug – um velho comum que, por um balão de ar quente, veio para Oz há muito tempo de Omaha. Ele fornece ao Espantalho uma cabeça cheia de farelo, alfinetes e agulhas ("um monte de cérebros novos de farelo"), o Lenhador de Lata com um coração de seda recheado de serragem e o Leão uma poção de "coragem". Sua fé em Seu poder dá a estes itens um foco para seus desejos. Ele decide levar Dorothy e Toto para casa e depois voltar para Omaha em seu balão. Na despedida, ele nomeia o Espantalho para governar em seu lugar, o que ele concorda em fazer depois de ajudar Dorothy a retornar ao Kansas. Toto persegue um gatinho na multidão e Dorothy vai atrás dele, mas as cordas que seguram o balão se rompem e o Mago flutua.

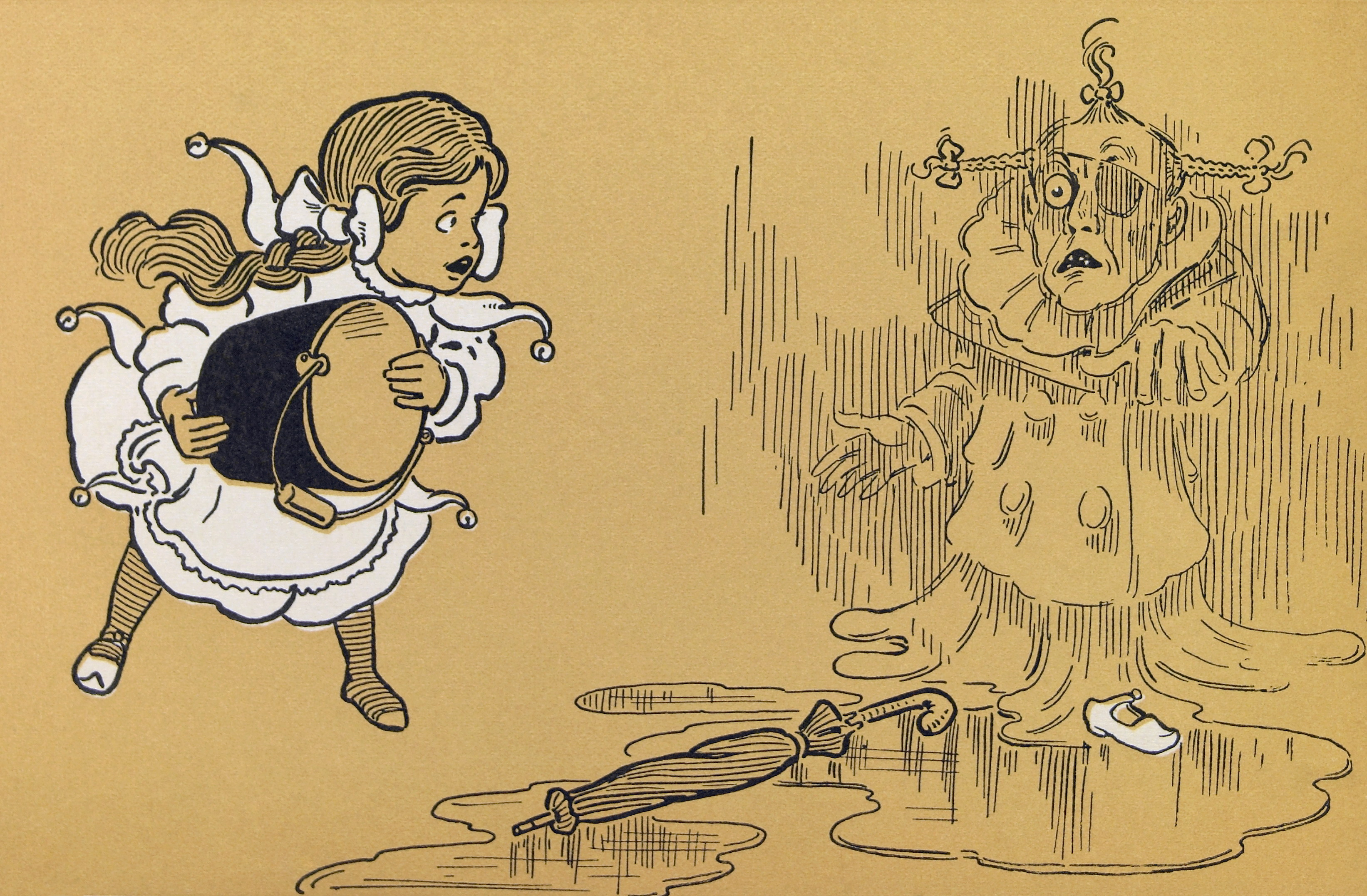
Ilustração de William Wallace Denslow para primeira edição mostrando Dorothy a derrotar a bruxa.

 Dorothy convoca os Macacos Alados e diz a eles para levá-la e Toto para casa, mas eles explicam que não podem atravessar o deserto ao redor de Oz. O Soldado com os Bigodes Verdes informa Dorothy que Glinda, a Bruxa Boa do Sul pode ajudá-la a voltar para casa, então os viajantes começam sua jornada para ver o castelo de Glinda em Quadling Country. No caminho, o Leão mata uma aranha gigante que está aterrorizando os animais em uma floresta. Eles pedem que ele se torne seu rei, o que ele concorda em fazer depois de ajudar Dorothy a retornar ao Kansas. Dorothy convoca os Macacos Alados uma terceira vez para voá-los sobre uma colina até o castelo de Glinda.
Glinda os cumprimenta e revela que os sapatos prateados de Dorothy podem levá-la para onde ela quiser ir. Ela abraça seus amigos, todos os quais serão devolvidos aos seus novos reinos através dos três usos de Glinda do Boné de Ouro: o Espantalho para a Cidade Esmeralda, o Lenhador de Lata para Winkie Country e o Leão para a floresta; após o que o boné será dado ao Rei dos Macacos Alados, libertando-o e sua banda. Dorothy pega Toto nos braços, bate os calcanhares três vezes e deseja voltar para casa. Instantaneamente, ela começa a girar pelo ar e rolar na grama da pradaria do Kansas, até a casa da fazenda, embora os sapatos de prata caiam de seus pés no caminho e se percam no Deserto Mortal. Ela corre para a tia Em, dizendo: "Estou tão feliz por estar em casa novamente!".

## Ilustrações
O livro foi ilustrado pelo amigo e colaborador de Baum, W. W. Denslow, que também detinha os direitos autorais. O design era luxuoso para a época, com ilustrações em muitas páginas, fundos em cores diferentes e várias ilustrações de placas coloridas. A tipografia apresentava o recém-projetado Monotype Old Style. Em setembro de 1900, o The Grand Rapids Herald escreveu que as ilustrações de Denslow são "tanto da história quanto da escrita". O editorial opinava que, se não fossem as fotos de Denslow, os leitores não conseguiriam imaginar com precisão as figuras de Dorothy, Toto e dos outros personagens.
As ilustrações de Denslow eram tão conhecidas que comerciantes de muitos produtos obtiveram permissão para usá-las para promover seus produtos. As formas do Espantalho, do Lenhador de Lata, do Leão Covarde, do Mago e de Dorothy foram transformadas em esculturas de borracha e metal. Bijuterias, brinquedos mecânicos e sabonetes também foram projetados usando suas figuras. O visual distinto das ilustrações de Denslow levou a imitadores na época, mais notavelmente Zauberlinda, a Bruxa Sábia, de Eva Katherine Gibson, que imitava tanto a tipografia quanto o design de ilustração de Oz.
Uma nova edição do livro apareceu em 1944, com ilustrações de Evelyn Copelman. Embora tenha sido alegado que as novas ilustrações foram baseadas nos originais de Denslow, elas se assemelham mais aos personagens, como visto na famosa versão cinematográfica de 1939 do livro de Baum.

## Análise alegórica
Este livro também parece seguir o tema "Herói de mil faces"/"monomito" de Joseph Campbell. "Ver O Maravilhoso Mágico de Oz simplesmente como a busca de Dorothy por uma maneira de retornar ao Kansas é perder muitas das fontes da força dos livros, pois como a maioria dos heróis de missão, Dorothy consegue muito mais do que simplesmente encontrar seu caminho para casa". "O Mágico de Oz segue o curso da jornada do herói na estrutura de 'Partida', 'Iniciação' e 'Retorno', que Campbell descreve em O Herói de Mil Faces".

## Adaptações
- The Magic Cloak Of Oz,  filme de 1914 de J. Farrell MacDonald.
- The Patchwork Girl of Oz, filme de 1914 de L. Frank Baum.
- His Majesty, the Scarecrow Of Oz, filme de 1914 com Violet Macmillan.
- The Wizard Of Oz, filme de 1939, dirigido por Victor Fleming.
- The Wiz , filme musical de 1978, baseado no conto O Mágico de Oz.
- The Wizard of Oz, série de desenho infantil de 1990.
- Angélica e o Mágico de Oz, longa-metragem japonesa de anime de 1982, dirigido por Fumihiko Takayama.
- Oz: The Great and Powerful, filme de 2013 dirigido por Sam Raimi.
- Dorothy and the Wizard Of Oz, série animada de 2017.
- "Mágico de Oz" (canção do Racionais MC's)
- Mägo de Oz, uma banda espanhola de Folk Metal e Celtic Metal inspirada em O Mágico de Oz.
- Os Trapalhões e o Mágico de Oróz, filme brasileiro de 1984.